# コンピュータ・アプライアンス
コンピュータ・アプライアンス、としても知られるコンピュータ家電機器、は、特定用途向けの専用家電機器である（商品としては、そのような目的でカスタムされることを前提とした、明確な用途は定めていない製品もある）。
特定用途のアプリケーションを、フラッシュメモリなどでファームウェア的に固定して使われる。簡単にはアプリケーションを入れ替えて汎用的に用いることはできないものも多い。もっぱら計算以外の情報処理用途のものを指し、HPC分野の専用計算機（GRAPEなど）を指して使うことは無い。

## カテゴリ例
例であり、網羅するものではない。また、それぞれの語の指す範囲が重複するものもあれば、異なった観点からの分類となっているため語として並列なものでない場合もある。
- プラグコンピュータ
- ストレージ・アプライアンス [1]
- ネットワーク・アプライアンス - 汎用ルーター[2]、ファイアウォール、Transport Layer Security、メッセージングなど
- アンチスパム
- 仮想マシンアプライアンス
- NAS
- セキュリティアプライアンス
- DWHアプライアンス[3]

## 商品例
- OpenBlocksシリーズ（ぷらっとホーム）
- Armadilloシリーズ（アットマークテクノ）